# Małowice (wieś)
Małowice (niem. Kunzendorf bei Wohlau) – wieś w Polsce położona w województwie dolnośląskim, w powiecie wołowskim, w gminie Wińsko.

## Podział administracyjny
W latach 1954–1971 wieś należała i była siedzibą władz gromady Małowice, po jej zniesieniu w gromadzie Ścinawa. W latach 1975–1998 miejscowość administracyjnie należała do województwa wrocławskiego.